# Френе-ле-Вьё
Френе́-ле-Вьё (фр. Fresney-le-Vieux) — коммуна во Франции, находится в регионе Нижняя Нормандия. Департамент коммуны — Кальвадос. Входит в состав кантона Бретвиль-сюр-Лез. Округ коммуны — Кан.
Код INSEE коммуны — 14291.

## Население
Население коммуны на 2010 год составляло 274 человека.
| 1962 | 1968 | 1975 | 1982 | 1990 | 1999 | 2010 |
| ---- | ---- | ---- | ---- | ---- | ---- | ---- |
| 159  | 174  | 175  | 242  | 210  | 209  | 274  |

## Экономика
В 2010 году среди 177 человек трудоспособного возраста (15—64 лет) 133 были экономически активными, 44 — неактивными (показатель активности — 75,1 %, в 1999 году было 67,4 %). Из 133 активных жителей работали 121 человек (65 мужчин и 56 женщин), безработных было 12 (5 мужчин и 7 женщин). Среди 44 неактивных 18 человек были учениками или студентами, 16 — пенсионерами, 10 были неактивными по другим причинам.